# Alejandro Osorio
Alejandro Osorio (Rancagua, 24 de setembro de 1976) é um ex-futebolista chileno que atuava como meia.

## Carreira
Alejandro Osorio integrou a Seleção Chilena de Futebol na Copa América de 1997 e 2001.